# Bon Nadal, Mr. Lawrence
Bon Nadal, Mr. Lawrence (títol original en japonès: 戦場のメリークリスマス, Senjō no merī kurisumasu; internacionalment en anglès: Merry Christmas Mr. Lawrence) és una pel·lícula dramàtica anglo-japonesa coescrita i dirigida per Nagisa Ōshima, estrenada l'any 1983.
El guió, escrit per Nagisa Ōshima i Paul Mayersberg, es basa en dos llibres autobiogràfics de l'experiència durant la Segona Guerra Mundial de Laurens van der Post: The Seed and the Sower (1963) i The Night of the New Moon (1970). Ryūichi Sakamoto va escriure la música i les paraules del tema principal de la banda-original, «Forbidden Colours» featuring David Sylvian que va esdevenir un èxit mundial en diversos països.
La pel·lícula va ser seleccionada en competició oficial al Festival de Canes 1983. La música de Sakamoto guanya el BAFTA de la millor música de pel·lícula.
Ha estat doblada al català.

## Argument
La pel·lícula conta les relacions interpersonals i les diferències culturals entre quatre homes en un camp de presoners japonesos a Java durant la Segona Guerra Mundial l'any 1942. Els personatges són el major Jack Celliers (David Bowie), un presoner rebel turmentat per un secret culpable de joventut, el capità Yonoi (Ryūichi Sakamoto), el jove comandant del camp totalment consagrat al seu país, el tinent coronel John Lawrence (Tom Conti), un oficial britànic que ha viscut al Japó i parla perfectament japonès, i el sergent Hara (Takeshi Kitano), que sembla un bèstia, però que té encara una mica d'humanitat i manté una relació privilegiada i amistosa amb Lawrence, tenint en compte les condicions de guerra.

## Repartiment
- David Bowie: Major Jack Celliers
- Tom Conti: Tinent-Coronel John Lawrence
- Jack Thompson: capità Hicksley
- Ryūichi Sakamoto: Capità Yonoi
- Takeshi Kitano: Sergent Gengo Hara
- Johnny Okura: Guarda Kanemoto
- Alistair Browning: Guarda Jong
- James Malcolm: Germà de Celliers
- Chris Broun: Celliers, amb 12 anys
- Yuya Uchida: comandant de la presó militar
- Ryunosuke Kaneda: President del tribunal
- Takashi Naitō: Tinent Iwata
- Tamio Ishikura: Fiscal
- Rokko Toura: Intèrpret
- Kan Mikami: Tinent Ito

## Producció
El rodatge es va desenvolupar a Rarotonga, a les illes Cook i a Auckland, a Nova Zelanda.

## Rebuda
Bon Nadal, Mr. Lawrence té una rebuda positiva de la crítica, obtenint el 79% en el lloc Rotten Tomatoes, per 19 crítics i una mitjana de 6.2/10.
La pel·lícula totalitza uns ingressos de 2.306.560 dòlars als Estats Units.